# Stekelduimkikkers
Stekelduimkikkers (Teratohyla) zijn een geslacht van kikkers uit de familie glaskikkers (Centrolenidae) en de onderfamilie Centroleninae. De groep werd voor het eerst wetenschappelijk beschreven door Edward Harrison Taylor in 1951.
Er zijn vier soorten die voorkomen in delen van Midden- en Zuid-Amerika.
De naam stekelduimkikkers is te danken aan een scherpe stekel die aan de duim van de voorpoten is geplaatst. De functie van deze stekel is niet geheel duidelijk.

## Soorten
- Soort Teratohyla amelie
- Soort Teratohyla midas
- Soort Teratohyla pulverata
- Soort Teratohyla spinosa

Centrolene · Chimerella · Cochranella · Espadarana · Nymphargus · Rulyrana · Sachatamia · Teratohyla · Vitreorana